# Sport.ua
Sport.ua — загальноспортивний новинний портал в Україні. Один з найвідвідуваніших новинних спортивних сайтів в Україні. На ньому зібрано новини з багатьох видів спорту.

## Історія
Сайт було відкрито у 2003 році з ініціативи харків'янина Дмитра Копія. Спочатку на сайті був лише огляд футболу, але з часом було відкрито розділ присвячений автоспорту. З того моменту сайт став популярним на ринку українських ЗМІ в розділі Спорт.
Дмитро Копій у 2006 році передав сайт компанії Meta.ua в обмін на технічну та фінансову підтримку. Навесні 2007 року холдинг ЗАТ «МЕТА» придбали інвестиційні компанії Digital Sky Technologies та «Російські фонди». У 2019 році засновники  компанії викупили 100% усіх пакетів акцій у російських/закордонних фондів та приватних осіб та стали одноосібними власниками ПрАТ «МЕТА». 2020 рік — повний продаж усіх активів проєкту Мета (головного порталу Meta.ua, інших вебсайтів/доменів, поштовика, ТМ, софту та інших пов'язаних активів) української інвестиційно-технологічної компанії.
Сайт висвітлював події на чемпіонаті Європи з футболу 2012 року в Україні та Польщі. Команда проєкту підготувала великі спецпроєкти по ЧС-2014 і ЧС-2018, а також Євро-2016. На Зимові та Літні Олімпіади редакція відправляла своїх співробітників, і sport.ua був одним з нечисленних інтернет-проєктів, які мали своїх журналістів на місці подій.
Практично з початку свого створення проєкт є офіційним партнером українських федерацій — УАФ, ФБУ, АФУ, ФДМ, ФБУ, ФТУ, УПЛ, УХЛ і багатьох команд і організацій.
У листопаді 2010 року сайт став окремою юридичною особою — ТОВ «СПОРТ ЮЕЙ». Статутний фонд компанії склав мільйон гривень. Причиною зміни форми власності стало бажання власників сайту знайти стратегічного інвестора. За словами колишнього шеф-редактора сайту Дмитра Копія (який покинув проєкт у 2012) у 2010 році була пропозиція, яка не відбулася, про купівлю проєкту за § 800 тис..
Щорічно проводиться понад 20 заходів при інформаційному партнерстві sport.ua.
Сайт лідирує серед українських медіа за показником мультимедійності при висвітленні кіберспорту.
Журналісти інтернет-видання присутні на понад 150 події в Україні та Європі. Ресурс цитується українськими та європейськими ЗМІ.

## Відвідуваність
У жовтні 2010 року аудиторія сайту склала 915 тисяч читачів. Зростання аудиторії сайту не зупинявся і вже в жовтні 2019 року вона склала вже понад 11 мільйонів читачів.
Охоплення сайту за даними InMind серед українських користувачів інтернету у лютому 2011 року становило 4,61 %. У березні 2011 року цей показник дорівнював 6,34 %.
Згідно з результатами соціологічного опитування Київського міжнародного інституту соціології та проєкту InPoll проведеного серед футбольних уболівальників у квітні 2011 року Sport.ua відвідало 24 % українських користувачів.
За даними досліджень платформ контент-маркетингу PRNEWS.IO і SimilarWeb у 2019 році сайт входить до 10 найвідвідуваніших українцями в Німеччині сайтів і є одним з двох спортивної тематики.
За даними Similarweb в лютому 2024 року сайт посідає перше місце серед найбільш відвідуваних спортивних сайтів в Україні.

## Нагороди
- «Найкраще електронне ЗМІ» за версією Асоціації спортивних журналістів України (2014)[19]
- «Найкраще електронне ЗМІ» за версією Асоціації спортивних журналістів України (2020)[20]
- Найбільш відвідуваний спортивний сайт України 2022 року (133,7 млн відвідувань) згідно з аналізом порталу PRNEWS.io.[21]